# Nick Beer
Nick Beer, né le 17 septembre 1987, est un coureur cycliste suisse. Spécialiste du VTT, il est notamment champion d'Europe de descente en 2009.

## Palmarès en VTT

### Championnats du monde
- Pietermaritzburg 2013
  - 6e de la descente

### Championnats d'Europe
- Caspoggio 2008
  -  Médaillé de bronze de la descente
- Kranjska Gora 2009
  -  Champion d'Europe de descente
- Hafjell 2010
  -  Médaillé d'argent de la descente juniors

### Championnats de Suisse
- 2006
  - 2e du four cross
- 2007
  -  Champion de Suisse de descente
- 2008
  -  Champion de Suisse de descente
- 2009
  -  Champion de Suisse de descente
- 2010
  -  Champion de Suisse de descente
- 2011
  -  Champion de Suisse de descente
- 2013
  -  Champion de Suisse de descente
- 2014
  -  Champion de Suisse de descente
- 2015
  - 2e de la descente